# St. Norbertus (Arnsberg)

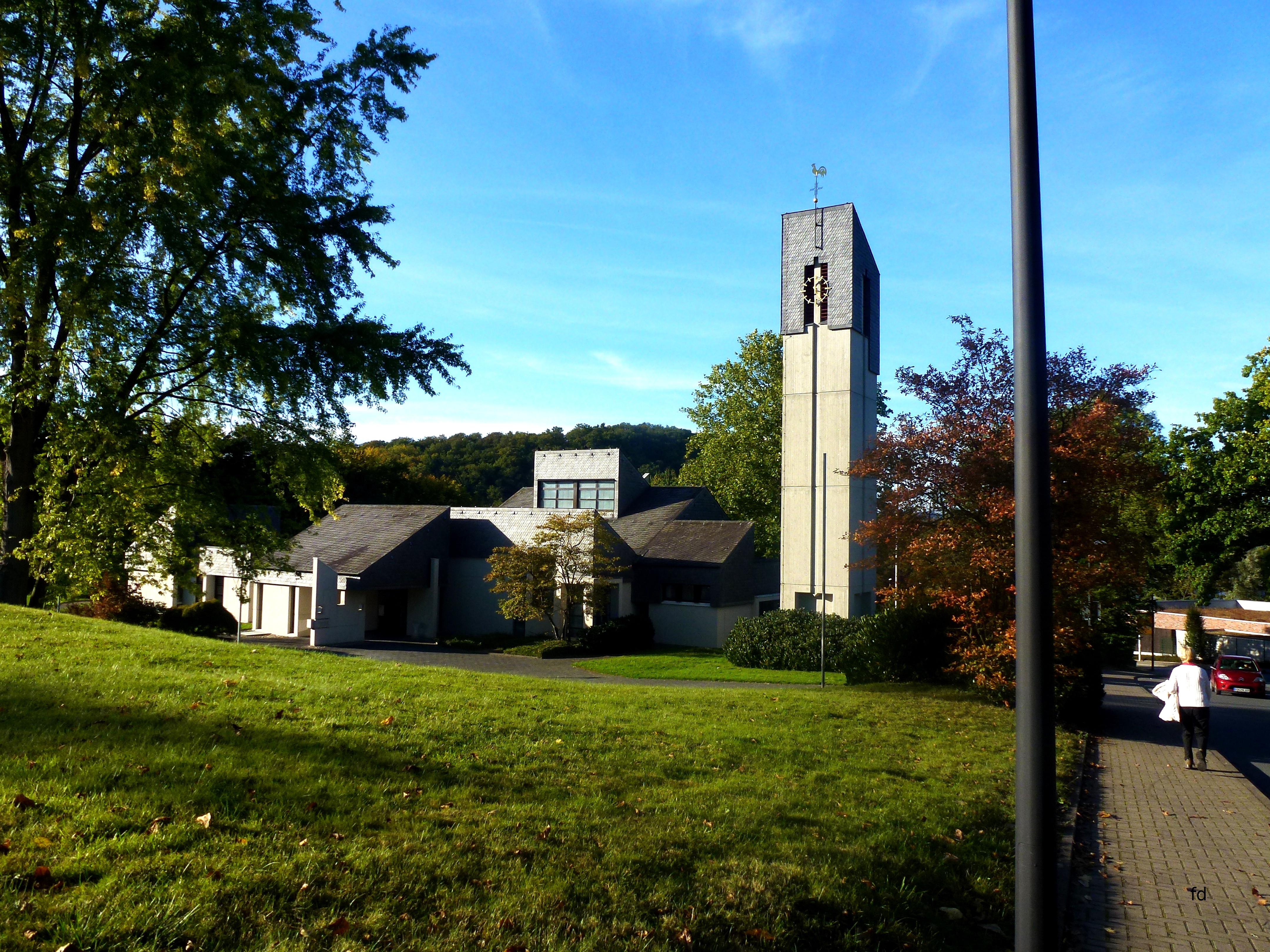
Die katholische Kirche St. Norbertus in Arnsberg

Die katholische Kirche St. Norbertus ist die Kirche der Pfarrvikarie St. Norbertus in Arnsberg im Hochsauerlandkreis (Nordrhein-Westfalen), das Gebäude ist ortsbildprägend. Die Kirchengemeinde gehört zum Pastoralverbund Arnsberg-Neustadt im Erzbistum Paderborn.

## Geschichte und Architektur
Erste Planungen für den Kirchenbau begannen 1945 nach dem Ende des Zweiten Weltkrieges, nachdem Theodor Legge Propst von Arnsberg geworden war. Um die Betreuung der Katholiken im neuen Stadtteil Gierskämpen zu gewährleisten, musste ein neues Kirchengebäude her. Die Planungen zogen sich bis 1962 weitgehend erfolglos hin, dann kaufte die Propsteigemeinde im Alten Feld ein Grundstück, um hier ein Gemeindezentrum zu errichten. Um die Möglichkeit zu schaffen, schon zeitnah Gottesdienste zu feiern, mietete die Gemeinde eine ehemalige Wehrmachtsbaracke im Ort an, hier wurde 1964 eine erste Messe gefeiert.
Da die Stadt Arnsberg die Planungen für die Ortsentwicklung änderte, das Alte Feld wurde nicht als Wohngebiet ausgewiesen, musste auch die Kirchengemeinde ihre Planungen anpassen, um nicht ein Gemeindezentrum am Ortsrand zu bauen. Das vorhandene Grundstück kaufte der Caritasverband des Kreises und die Kirchengemeinde kaufte ein Grundstück im Dickenbruch, der Kaufvertrag dazu wurde Mitte 1967 unterzeichnet. Das neue Gelände lag in der Liebfrauengemeinde und beide Gemeinden mussten sich über die Zukunft abstimmen. Auf einer Versammlung der beteiligten Gemeinden beschlossen die Mitglieder den Bau des neuen Gemeindezentrums und die Bildung eines neuen Seelsorgebezirkes, der den Namen St. Norbertus erhielt. Werner Hille aus Neheim wurde mit der Fertigung der Pläne für das neue Zentrum beauftragt, der erste Spatenstich erfolgte am 22. September 1974, die Grundsteinlegung am 29. Juni 1975 und das Richtfest wurde am 17. Oktober 1975 gefeiert. Weihbischof Paul Nordhues konsekrierte die Kirche am 6. Juni 1976.
Die Gemeinde wurde im November 1977 zur selbständigen Pfarrvikarie erhoben, sie bekam das Recht auf eigene Vermögensverwaltung. Wegen etlicher Mängel mussten 2003 umfangreiche Renovierungsarbeiten durchgeführt werden, die Heizung war defekt und ein neuer Anstrich wurde vorgenommen.

## Kirchturm
Erste Überlegungen zur Errichtung eines Turmes wurden 1992 vorgenommen, durch eine Spende war ein finanzieller Grundstock vorhanden. Diese Planungen zogen sich bis 1994 hin, dann erhielt der Architekt Werner Hille den Auftrag für die Planung. Der Turm sollte 20 Meter hoch werden, die Glockenstube sollte vier Glocken aufnehmen können. Nach der notwendigen Genehmigung des Erzbischöflichen Generalvikariates in Paderborn wurde mit dem Bau begonnen. Die Glockengießerei Gescher fertigte 1995 drei Glocken an. Die vierte Glocke stammt aus einer Gemeinde in Schlesien, sie wurde 1564 gegossen. Die Glocken wurden auf die Namen Norbertus, Marien, Laurentius, sowie Hedwig, der Schutzpatronin Schlesiens, geweiht.

## Ausstattung
- Die Orgel baute im Juni 1977 die Orgelbaufirma Stockmann aus Werl ein, die Anschaffung des Instrumentes wurde durch eine Spende möglich.
- Unter dem Altartisch steht ein Reliquiar, es wurde 1978 gestiftet.
- Der Altarraum wurde 1985 grundlegend umgestaltet, ein neuer Tabernakel, sowie ein Ambo wurden aufgestellt.
- Im Juni 1989 wurden die alten, unterschiedlichen Kirchenbänke durch neue einheitliche ersetzt.
- Das Taufbecken schuf der Bildhauer Christian Gördes aus Hellefeld, passend zur übrigen Ausstattung des Altarraumes.[5]